# Pelargonium reticulatum
Pelargonium reticulatum är en näveväxtart som först beskrevs av Robert Sweet, och fick sitt nu gällande namn av Dc.. Pelargonium reticulatum ingår i släktet pelargoner, och familjen näveväxter. Inga underarter finns listade i Catalogue of Life.